# Mandaguari
Mandaguari este un oraș în Paraná (PR), Brazilia.